# ژولیان برار
ژولیان برار (فرانسوی: Julien Bérard‎؛ زادهٔ ۲۷ ژوئیهٔ ۱۹۸۷) دوچرخه‌سوار اهل فرانسه است.
از باشگاه‌هایی که در آن رکاب زده‌است می‌توان به آژ۲آر لا موندیال اشاره کرد.